# ケプラー13
ケプラー13 (英: Kepler-13) とは、はくちょう座の方角、地球から約1,730光年先にある、A型主系列星2つと太陽の半分ほどの質量をもった恒星から成る三重連星である。主星の周りには1つの太陽系外惑星が発見されている。

## 連星系
主星のケプラー13Aは、質量が太陽の1.72倍、半径が1.71倍で、スペクトル型がA型の恒星である。表面温度は7,650 K で、太陽（5,778 K）よりはるかに高い。
第1伴星のケプラー13Bは、1904年にエイトケンが初めてその存在を報告している。ケプラー13Aと同じA型星で、質量と半径は共に太陽の1.68倍とケプラー13Aよりやや小さく、表面温度は 7,530 K と見積もられる。
第2伴星のケプラー13Cは、ケプラー13Bの視線速度が周期的に変化することが測定されたことにより発見された。伴星Bの周りを離心率0.52の楕円軌道を描き、約65.8日の周期で公転していると考えられる。質量が太陽の40%から75%程度の小さい恒星で、表面温度は 4,700 K 以下と予想され、質量と表面温度からK型星またはM型星ではないかと思われる。
ケプラー13星系の年齢は5億年ほどと推定され、質量からすると、3つの恒星は全て主系列星だと考えられる。主星Aと伴星BCとの間の軌道要素については、分かっていない。

## 惑星系
2011年、ケプラーによる観測により、主星のケプラー13Aの周りを公転する太陽系外惑星ケプラー13b（ケプラー13Ab）が発見された。質量と半径からして、この惑星は木星のような巨大ガス惑星であるとされている。この惑星は、恒星の周りをわずか1.764日で公転しており、主星との距離が約 0.036 au と非常に近い為、ホット・ジュピターに分類される。
| 名称 （恒星に近い順） | 質量         | 軌道長半径 （天文単位） | 公転周期 (日)     | 軌道離心率      | 軌道傾斜角    | 半径           |
| --------------------- | ------------ | ----------------------- | ----------------- | --------------- | ------------- | -------------- |
| b                     | 9.28±0.16 MJ | 0.03641±0.00087         | 1.763588±0.000001 | 0.00064±0.00016 | 86.770±0.052° | 1.512±0.035 RJ |